# 小鉄
小鉄（こてつ、1891年（明治24年）10月15日 - 1967年（昭和42年）12月22日）は、神奈川県横浜市出身の大相撲の元呼出。本名は藤井栄司（ふじい えいじ）。伊勢ヶ濱部屋所属。

## 来歴
1908年、当時の名人だった長谷川勘太郎に入門し初土俵。当時栄次郎という呼出しがいたため、身体が小さいのと兄弟子の名から鉄をとり小鉄と命名される。
戦後になって、立呼出し（現行の番付制におけるものとは異なり、当時の非公式呼称）として多賀之丞と交代で結びの一番を呼び上げるようになる。美声に定評があり、太鼓の名人の太郎と共に栃若時代の名呼出として知られた。
1961年1月の定年制実施に伴い、69歳で退職となる予定であったが、ファンからの投書が相撲協会に殺到し伊勢ヶ濱部屋の所属として現役を2年延長され、1963年1月場所千秋楽限りで引退となった。最高位は順席6人目（本来の定年退職予定の1961年1月場所時点、番付制導入以前、名鑑による）。
引退後は各地の寄席やイベントで美声を披露していた。
1967年12月22日、心筋梗塞のため江戸川区の病院で死去、76歳没。